# مطثية آكلة للسليولوز
مطثية آكلة للسليولوز (الاسم العلمي: Clostridium cellulovorans) هي نوع من البكتيريا تتبع جنس المطثية من فصيلة نظيرات المطثية.